# Морозов, Сергей Петрович (поэт)
Серге́й Петро́вич Моро́зов (30 ноября 1946, Москва, СССР — 31 августа 1985, там же) — русский поэт.

## Биография
Подростком занимался в литературном кружке Московского Дома пионеров (пять стихотворений этого раннего периода опубликованы в альманахе «Час поэзии», 1965).
В 1964—1965 годах был близок к литературной группе СМОГ, участвовал в нескольких выступлениях группы, правозащитном Митинге гласности 5 декабря 1965 на Пушкинской площади, печатался в самиздате (альманах «Сфинксы», перепечатано в журнале «Грани», 1965).
В первой половине 1960-х бывал в литературных объединениях столицы (ДК Метростроя, «Зелёный огонёк», «Магистраль» и др.), во второй половине — посещал семинары Арсения Тарковского и Давида Самойлова при Союзе писателей СССР.
В 1970 окончил Московский государственный педагогический институт. Служил в армии под Новокузнецком, затем — в милиции в Норильске, экспедитором Союзпечати в Москве, экскурсоводом в московском музее Льва Толстого и др., найти своё место нигде не удавалось. За исключением одного стихотворения в журнале «Студенческий меридиан» (1976, № 5, где автор ошибочно назван выпускником МАИ), стихов зрелого периода не публиковал, хотя до середины семидесятых годов несколько раз пытался это сделать. Позже попыток напечататься уже не предпринимал. Несколько раз пытался убить себя, направлялся в психиатрические больницы; покончил с собой, бросившись с балкона квартиры, где жил вместе с матерью.

## Творчество
Перед смертью автор собрал стихи, написанные за двадцать лет (стихотворения до 1966 он уничтожил и в архиве из них ничего нет — несколько вещей сохранилось в бумагах и в памяти старых друзей), в семь рукописных сборников: книга ранних стихов «Окно» (или «Утро», название не устоялось и некоторых текстов пока отыскать не удалось), средний период — «Вторая страница», «Лицо», «Голос», стихи последних лет — «Открытый слог», «Злоба дня», «Зерно». После смерти Сергея Морозова подборки его стихотворений появились в «Дне поэзии-89», журналах «Смена», «Огонёк», «Дружба народов», «Знамя» и др., звучали по радио.
Поэзия Сергея Морозова с самых ранних лет отличалась острым, вещественным и цветным ощущением окружающего, постоянным поиском верного слова для пережитого, которое всегда было неотрывно для него от увиденного, услышанного, физически ощутимого. В стихах конца 1960-х годов заметно воздействие словесной и образной пластики Бориса Пастернака. Оно исчезает в лирике 1970-х, отмеченной редким равновесием воспринятого мира и найденного слова. В вещах 1980-х годов (сборник «Злоба дня», особенно заглавный цикл) лексическая ткань утончается, снашивается, образность истощается — ощутимы болезненные симптомы поэтического онемения. До сих пор не опубликованная в достойном объёме поэзия Морозова — значимое, но пропущенное для потомков звено в движении отечественной поэзии второй половины 1960-х — первой половины 1980-х годов.
В разные годы перевёл несколько стихотворений Ленау, Гейне, Тадеуша Новака (переводы не опубликованы).

## Посмертные публикации
- «Я видел смерть свою...» // Смена. 1989. № 21. С. 24. (Премия за лучшую поэтическую публикацию года).
- «Сегодня попробуем жить...» // Огонёк. 1992. № 7. С. 14.
- Устная речь // Дружба народов. 2003. № 4. С. 3—10.
- «Храм старосадский на горке...» // Знамя. 2003. № 5.
- Из ранних стихов // Мосты. 2004. № 3. С. 365—374.
- Устная речь. Избранные стихотворения 1965—1985 / Сост. и предисл. Б. Дубина. М.: Виртуальная галерея, 2018.